# Assassinato de Khaled Idris Bahray
Khaled Idris Bahray (1994 – 12 de janeiro de 2015) foi um refugiado da Eritreia que residia na Alemanha. Ele foi esfaqueado até a morte em 12 de janeiro de 2015 em Dresden por um agressor ainda desconhecido.

## Vida
Khaled Idris Bahray nasceu em Keren, Eritreia. Aos cinco anos de idade, fugiu com sua mãe e irmã para Uádi Halfa no Sudão. Como refugiado, não teve acesso a educação ou emprego. Em 2014, ele decidiu fugir com um primo para a Europa. Eles foram para a Líbia e atravessaram o Mar Mediterrâneo num bote. Quando chegaram à Sicília, seu primo havia morrido. Em agosto de 2014, Khaled chegou a um campo de refugiados em Munique, de onde foi levado para Chemnitz, Schneeberg e depois para Dresden. Em setembro de 2014, foi colocado para morar com outros refugiados num apartamento em Dresden, no distrito de Leubnitz-Neuostra.  His friends and flatmates described him as a peace-loving and kindly man.

## Antecedentes
Nas semanas anteriores à morte de Khaled, a comunidade de refugiados de Dresden relatou estar sendo vítima de assédios, ameaças e insultos na porta de suas casas por vizinhos de direita. Os oito assistentes sociais dos refugiados também relataram estar sendo vítimas de agressões racistas e apresentaram queixas na polícia três dias antes do assassinato de Khaled. Ainda na antevéspera do assassinato (alguns dias depois do atentado do Charlie Hebdo), duas suásticas foram desenhadas na porta do apartamento da vítima, acompanhadas da inscrição "Iremos pegar vocês".

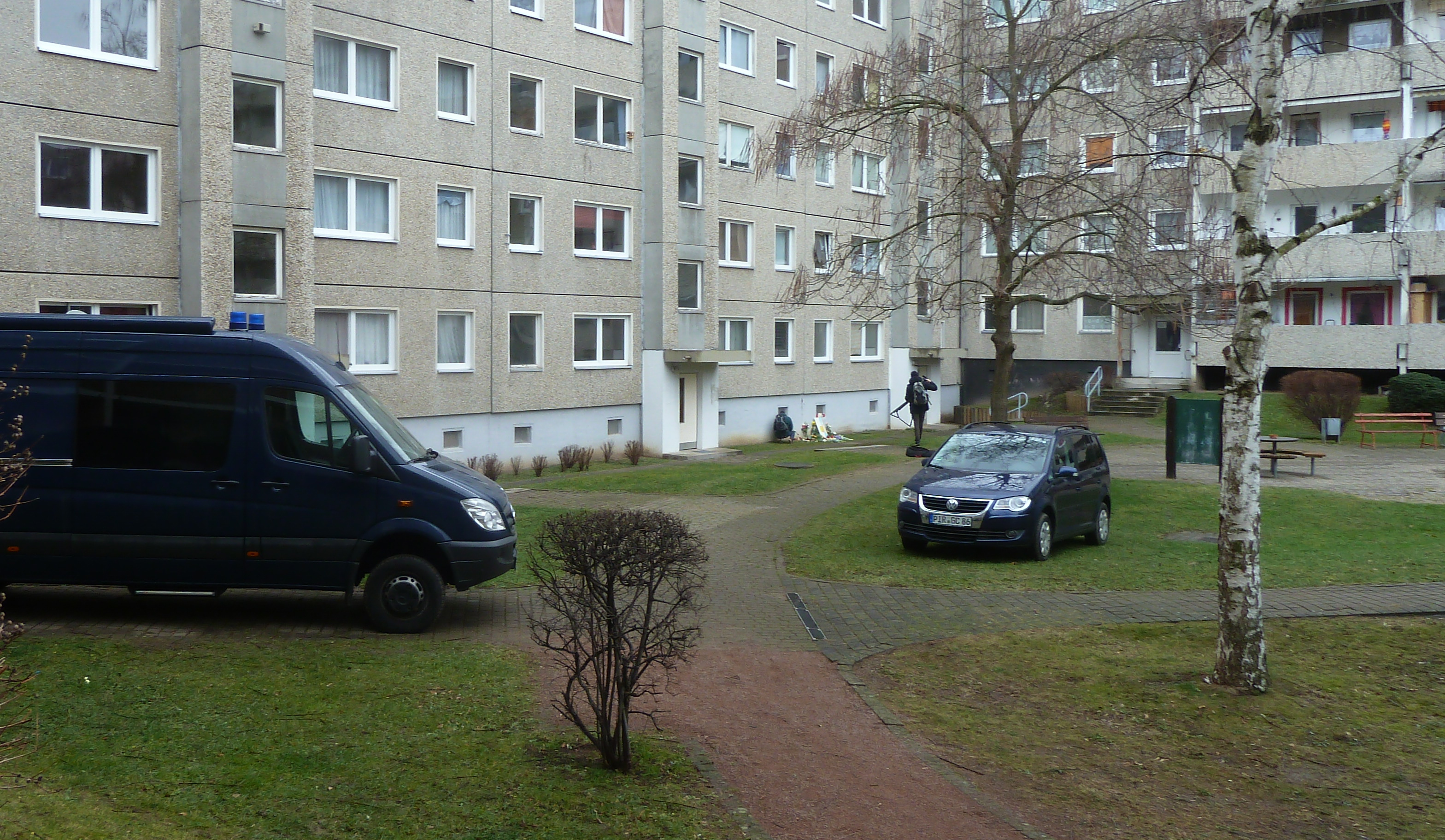
Memorial a Kahled Idris Bahray perto de sua casa e a polícia ao redor.

## Morte e investigação
Na noite de 12 de janeiro de 2015 – mesmo dia de uma manifestação da organização xenófoba PEGIDA – Khaled deixou o apartamento por volta das 20:00 horas para comprar cigarros num supermercado localizado a cem metros de seu lar. Ele não retornou. Na manhã seguinte, às 7:40, seu corpo foi encontrado, coberto de sangue, no pátio de seu prédio. A polícia inicialmente não relatou indícios de violência, embora a certidão de óbito registrou a suspeita de morte não natural. A autópsia, realizada ainda na manhã de 13 de janeiro, revelou que Khaled morreu devido a múltiplas feridas com faca no pescoço e na parte superior do corpo. Em 14 de janeiro, os sete colegas de quarto de Khaled foram interrogados pela polícia e forneceram amostras de DNA. A investigação só começou em 15 de janeiro, 30 horas após o assassinato. Evidências começaram a ser coletadas e testemunhas começaram a ser entrevistadas. A arma do crime ainda não foi encontrada.

## Crítica à polícia
O deputado Volker Beck, membro do Bundestag pelo partido Aliança 90/Os Verdes, entrou com um processo criminal por obstrução de justiça contra a polícia de Dresden, uma vez que a investigação só foi iniciada 30 horas após a descoberta do corpo. O chefe de polícia de Dresden foi ouvido pelo Comitê de Assuntos Internos da Polícia da Saxônia. A lentidão do trabalho da polícia no caso foi tratado pela mídia local como um escândalo.

## Reação pública
- Na tarde de 14 de janeiro, uma vigília a luz de velas foi realizada na praça Jorge Gomondai, em Dresden, por 200 refugiados e simpatizantes. Os participantes da vigília espontaneamente marcharam até o Albertinum para falar com o presidente da Saxônia Stanislaw Tillich sobre suas demandas. Tillich não apareceu, mas o ministro da integração se encontrou com os manifestantes.[9] Os refugiados da Eritreia relatam não se sentir mais seguros em Dresden e querem ser deslocados para outra parte da Alemanha.[2]
- Elizabeth Chyrum, diretora da Human Rights Concern-Eritrea, enviou uma carta aberta ao ministro federal da Justiça: "Parece extraordinário que, segundo os relatos da mídia, a polícia alemã inicialmente alegou não ter sido uma morte violenta mesmo o corpo estando coberto de sangue e feridas e isso ter acontecido no rescaldo de demonstrações anti-imigração e anti-muçulmanas em Dresden, e visto as persistentes ameaças que os refugiados na área vem enfrentando, parece não haver dúvida de que o Sr. Bahray foi uma vítima desses extremistas"[10]

## References
1. ↑  
«Tod eines Asylbewerbers. Wer war Khaled Bahray?». Tagesschau. 15 de janeiro de 2015. Consultado em 16 de janeiro de 2015
2. 1 2 3 4 5 6  
«Killing of Eritrean refugee in Dresden exposes racial tensions in Germany». the guardian. 15 de janeiro de 2015. Consultado em 16 de janeiro de 2015
3. ↑  
«Dresdner Polizei räumt Fehler ein». Süddeutsche Zeitung. 15 de janeiro de 2015. Consultado em 16 de janeiro de 2015
4. ↑  
«Flüchtling getötet: Wie konnte die Polizei die vielen Stichwunden übersehen?». Focus. 15 de janeiro de 2015. Consultado em 16 de janeiro de 2015
5. ↑  
«German Police Investigate Murder of Eritrean Refugee in Dresden». time.com. 15 de janeiro de 2015. Consultado em 16 de janeiro de 2015
6. ↑  
«Germany Investigates Killing Of Eritrean Refugee In Dresden». Huffington Post. 15 de janeiro de 2015. Consultado em 16 de janeiro de 2015
7. ↑  
«Germany: MP files complaint after Eritrean refugee is killed in Pegida-famous Dresden». International Business Times. 15 de janeiro de 2015. Consultado em 16 de janeiro de 2015
8. ↑  
«Khaleds Tod, Dresdens GAU». Stern, Silke Müller. 16 de janeiro de 2015. Consultado em 16 de janeiro de 2015
9. ↑  
«Mord an einem Geflüchteten in Dresden». addn.me. 15 de janeiro de 2015. Consultado em 16 de janeiro de 2015
10. ↑  
«On the The brutal Killing of Khaled Idris Bahray : Letter to the Federal Minister of Justice and Consumer Protection». Human Rights Concern-Eritrea, Elizabeth Chyrum. 15 de janeiro de 2015. Consultado em 16 de janeiro de 2015